# 黃炳耀 (商人)
黃炳耀，OBE，JP（1875年12月26日—1967年6月16日）祖籍廣東台山，生於新西蘭但尼丁，曾就讀於香港皇仁書院及新西蘭奧塔哥男子高中。其後定居香港，黃炳耀是香港大學及香港扶輪社創辦人之一，並曾任香港中華基督教青年會主席、保良局總理等職。1936年及1949年兩度擔任香港市政局議員。1948年獲OBE勳銜。1967年逝世，葬於跑馬地香港墳場。